# Maurice Bardonneau
Maurice Charles Adolphe Bardonneau (Saint-Maurice, 22 maggio 1885 – Issy-les-Moulineaux, 3 luglio 1958) è stato un ciclista su strada e pistard francese.
Professionista dal 1907, si ritirò dalle corse nel 1910. Fu campione del mondo nel mezzofondo nel 1906 e, nello stesso anno, due volte medaglia d'argento (individuale su strada e 20 km) ai Giochi olimpici intermedi.

## Palmarès

### Pista
- 1906

Campionati del mondo, Mezzofondo

## Piazzamenti

### Competizioni mondiali
- Campionati del mondo

Ginevra 1906 - Mezzofondo: vincitore
- Giochi olimpici

Atene 1906 - In linea: 2º
Atene 1906 - 20 km: 2º